# 胡店乡 (信阳市)
胡店乡，是中华人民共和国河南省信阳市平桥区下辖的一个乡镇级行政单位。

## 行政区划
胡店乡下辖以下地区：
胡楼村、东楼村、齐岗村、白堂村、张庄村、赵庙村、金龙村、三道河村、小集村、魏庄村、龙岗村、沈庄村、郭湾村、沈营村、易湾村、徐岗村、杨岗村和新店村。